# Episodi de La saga dei McGregor (seconda stagione)
La seconda stagione della serie televisiva La saga dei McGregor è stata trasmessa in anteprima in Australia dalla Nine Network tra il 1995 e il 1996.
| nº | Titolo originale        | Titolo italiano     | Prima TV Australia | Prima TV Italia |
| -- | ----------------------- | ------------------- | ------------------ | --------------- |
| 1  | The Hostage             |                     | 13 agosto 1995     |                 |
| 2  | The Savage Land         |                     | 20 agosto 1995     |                 |
| 3  | The Railroad            |                     | 27 agosto 1995     |                 |
| 4  | Fathers and Sons        | Onore di famiglia   | 3 settembre 1995   |                 |
| 5  | The Manly Art           |                     | 10 settembre 1995  |                 |
| 6  | The Dry Argument        |                     | 17 settembre 1995  |                 |
| 7  | Servant of the People   |                     | 1º ottobre 1995    |                 |
| 8  | The Search              |                     | 8 ottobre 1995     |                 |
| 9  | The Lost Child          |                     | 15 ottobre 1995    |                 |
| 10 | The Foundling           |                     | 22 ottobre 1995    |                 |
| 11 | The Long Arm of the Law |                     | 29 ottobre 1995    |                 |
| 12 | The Recruit             |                     | 5 novembre 1995    |                 |
| 13 | The Reilly Gang         |                     | 12 novembre 1995   |                 |
| 14 | The Choice              |                     | 19 novembre 1995   |                 |
| 15 | Man and Boy             | Pregiudizio raziale | 26 novembre 1995   |                 |
| 16 | Flight of Fancy         |                     | 11 febbraio 1996   |                 |
| 17 | Code of Ethics          |                     | 18 febbraio 1996   |                 |
| 18 | The Cutting Edge        |                     | 25 febbraio 1996   |                 |
| 19 | House of Worship        |                     | 10 marzo 1996      |                 |